# Aegomorphus peritapnioides
Aegomorphus peritapnioides es una especie de escarabajo longicornio del género Aegomorphus, tribu Acanthoderini, subfamilia Lamiinae. Fue descrita científicamente por Linsley en 1958.

## Descripción
Mide 11,5 milímetros de longitud.

## Distribución
Se distribuye por México.